# Frontera entre Gaza i Egipte
La frontera entre Gaza i Egipte és una franja de 12 kilòmetres entre la Franja de Gaza i Egipte. Al llarg de la frontera hi ha el Corredor de Philadelphi, que té uns 14 kilòmetres de llarg. El pas fronterer de Rafah és l'únic punt d'encreuament entre Egipte i la Franja de Gaza. Es troba a la frontera internacional que va ser reconeguda pel tractat de Pau entre Israel i Egipte de 1979. A través del pas fronterer de Rafah només es permet el pas de persones. Tot el trànsit de mercaderies es desvia al pas fronterer de Kerem Shalom.

## Antecedents
Per l'acord otomano-britànic d'1 d'octubre de 1906 es va acordar una frontera entre el govern otomà de Palestina i els governants britànics d'Egipte, des de Taba a Rafah. tot i que després de la Primera Guerra Mundial Palestina també estava sota control britànic, la frontera entre Egipte i Palestina es va mantenir per controlar el moviment dels beduïns. Des de 1948 Gaza va ser ocupada pel ja independent Egipte. En conseqüència, la frontera entre Gaza i Egipte es va convertir en un mer límit administratiu i sense control de fronteres. Després de la Guerra dels Sis Dies de 1967, Israel va conquistar el Sinaí i la Franja de Gaza a Egipte.
Després de la pau de Camp David de 1978, el 1979 Israel i Egipte van signar un tractat de pau que va tornar el Sinaí al control d'Egipte i restablí la frontera amb la franja de Gaza. Com a part d'aquest tractat, una franja ampla de terra de 100 metres coneguda com el Corredor de Philadelphi va ser establerta com a zona d'amortiment entre Gaza i Egipte. En el Tractat de Pau es va establir la recreada frontera entre Gaza i Egipte a través de la ciutat de Rafah. Quan Israel es va retirar del Sinaí el 1982, Rafah es va dividir en una part egípcia i una part palestina, dividint famílies, separades per barreres de filferro d'arç.

## Zona d'amortiment per Israel
Ja en 1971 Israel va iniciar la demolició d'habitatges en massa als camps de Gaza, inclosos els dos camps prop de Rafah, desplaçant uns 4.000 refugiats. Alguns d'ells foren reassentats al Camp Canadà, altres al campament brasiler de Rafah. Fins 2000 les Forces de Defensa d'Israel van utilitzar una àmplia zona d'amortiment de 20-40 metres al llarg de la frontera entre Gaza i Egipte amb un mur de formigó de 2,5 a 3 metres amb filferro d'arç.
Israel va construir una barrera i una zona d'amortiment de 200-300 metres al Corredor de Philadelphi durant els aixecaments palestins de la dècada de 2000. Es compon sobretot de xapa ondulada, amb trams de formigó cobert amb filferro d'arç. La construcció de la zona d'amortiment requeria la demolició de blocs sencers de cases a l'entrada principal a la via central de Rafah, així com al bloc al-Brasil, al bloc Tel al Sultan i al bloc O.

### Expansió 2001–2003

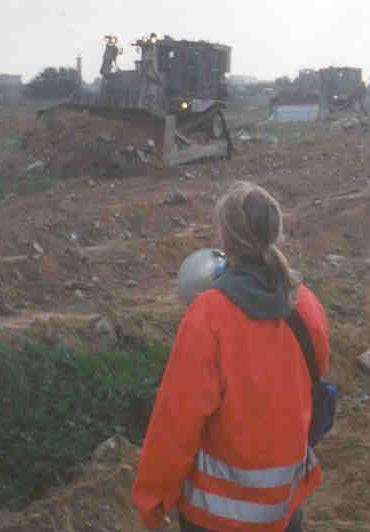
Demolició de cases palestines a Rafah, març de 2003

Des de 2001, l'exèrcit israelià ha demolit rutinàriament cases palestines a Rafah per crear una zona d'amortiment. El 2002 l'exèrcit israelià va destruir centenars de cases a Rafah, necessàries per a l'expansió de la zona d'amortiment i la construcció d'un mur de metall de vuit metres d'alt i 1,6 quilòmetres de longitud al llarg de la frontera. La paret també s'estén a dos metres sota terra. El mur està construït al voltant de 80-90 metres de la frontera, que va duplicar l'amplitud de la patrulla del corredor. Després que es va completar la paret metàl·lica a principis de 2003, les demolicions van continuar i fins i tot es van incrementar dramàticament. Segons Human Rights Watch, el mur va ser construït lluny de l'àrea demolida per crear un nou punt de partida per a la justificació de més demolicions.

### Expansió de 2004, Operació Arc de Sant Martí
Després de la mort el 12 de maig de 2004 de 5 soldats israelians que operaven a la zona d'amortiment, el Govern va aprovar el 13 de maig un pla per ampliar encara més la zona d'amortiment, el que requeriria la demolició de centenars d'habitatges. L'exèrcit israelià va recomanar la demolició de tots els habitatges dins dels tres-cents metres de les seves posicions, o a quatre-cents metres de la frontera. El pla va provocar fortes crítiques internacionals.
El 14 de maig, una gran força de les FDI va entrar al "bloc Brasil" de Rafah i en una dura lluita, segons informa l'UNRWA, 12 palestins van morir i 52 van resultar ferits. Les forces israelianes van començar a demolir cases al barri Qishta. i va destruir desenes de cases. Al voltant de la mitjanit del mateix dia, l'Alt Tribunal de Justícia d'Israel va emetre una ordre provisional, prohibint temporalment les FRI de demolir les llars als camps de refugiats, si l'acció no era part d' "un operatiu regular militar". No obstant això, l'exèrcit israelià va continuar la destrucció de cases fins a les 5:00 del 15 maig 5:.00 a causa de la "necessitat immediata militar, un risc per als soldats, o un obstacle per a una operació militar", deixant un nombre de cases destruïdesw d'al voltant de cent.
El 16 de maig, el Tribunal Suprem va dictaminar que les FDI podien destruir cases d'acord amb les seves necessitats; les FDI havien promès que s'abstindrien de demolir cases innecessàriament. L'endemà Israel inicià l'"Operació Arc de Sant Martí".
El 18 de maig, el govern d'Israel va declarar que el pla per ampliar una zona de seguretat al llarg de la frontera amb Egipte havia estat cancel·lat, mentre que el mateix dia l'exèrcit envaïa massivament Rafah i continuava la seva destrucció a gran escala. El 19 de maig de 2004, el Consell de Seguretat de les Nacions Unides va condemnar la matança de civils palestins i la demolició de cases.
Entre l'1 d'abril de 2003 i el 30 abril de 2004, 106 cases van ser demolides a Rafah. Segons HRW, les justificacions de les FDI per a la destrucció eren dubtosos i bastant consistents amb l'objectiu de tenir una zona fronterera ampla i buida per facilitar el control a llarg termini sobre la franja de Gaza.

### Expansió en 2005
En 2005 es va abandonar un pla de l'exèrcit per cavar un llarg fossat al llarg de la frontera després que va ser rebutjada pel fiscal general, ja que requereix la destrucció de 3.000 habitatges més a Rafah. En comptes d'això, l'exèrcit israelià va començar la construcció d'un mur de formigó de 7-9 metres d'altura (uns 20-30 peus) al llarg de la frontera en un ample de seguretat de 60-100 metres, equipat amb sensors electrònics i barreres de formigó sota terra per evitar la construcció de túnels.

## Zona d'amortiment per Egipte

### Mur d'acer egipci de 2009
Al desembre de 2009, Egipte va iniciar amb l'ajuda dels EUA, la construcció d'una barrera entre Egipte i Gaza al llarg de la frontera de Gaza, que consistia en un mur d'acer.

### Demolició egípcia de cases i túnels de contraban 2013-2015
A l'octubre de 2014 Egipte va anunciar que tenien previst ampliar la zona d'amortiment entre Gaza i Egipte, després d'un atac terrorista des de Gaza que va matar 31 soldats egipcis. La zona es va crear "en un moviment destinat no sols a aturar el pas d'armes i militants a través de túnels de contraban transfronterers sinó també a posar més pressió sobre el grup militant palestí Hamàs."
Les autoritats egípcies van ordenar als residents que vivien al llarg de la frontera oriental del país a evacuar les seves llars abans de la seva demolició. La zona d'amortiment incloïa rases plenes d'aigua per frustrar cavadors de túnels, seria de 500 metres d'ample i es va estendre al llarg de 13 km de la frontera. Després de l'anunci del primer ministre d'Egipte Ibrahim Mahlab, que qualsevol resident que no estigués disposat a moure's voluntàriament seria retirat per la força de la seva llar, molts residents van abandonar el zona. El 17 de novembre de 2014, Egipte va anunciar que la zona d'amortiment es duplicaria a un km causa del descobriment de més túnels dels que s'esperava.
El president palestí Mahmoud Abbas va estar d'acord amb l'operació, amb l'argument que els túnels de contraban sota la frontera havien produït 1.800 milionaris, i eren utilitzats per al contraban d'armes, drogues, diners en efectiu i equips per a la falsificació de documents. Abbas havia recomanat anteriorment el segellat o la destrucció dels túnels mitjançant inundacions i després castigar els propietaris de les cases que contenien les entrades als túnels, amb la demolició de les seves cases.
El 8 de gener de 2015, l'expansió d'Egipte va provocar la destrucció d'unes 1.220 llars, alhora que destruïen més de 1,600 túnels. Alguns dels túnels descoberts tenien més d'1 quilòmetre de llarg i contenien sistemes d'il·luminació, ventilació i telèfons. El cost total previst d'aquesta fase de la zona d'amortiment era de 70 milions $. <sl febrer de 2015, en resposta a la zona d'amortiment, ISIS va decapitar 10 homes que creien que eren espies del Mossad i l'Exèrcit egipci.
El juny de 2015, Egipte va completar l'excavació d'una rasa al pas fronterer de Rafah, de 20 metres d'ample per 10 metres de profunditat. Es troba a dos quilòmetres de la frontera amb la Franja fora de la ciutat de Rafah i part de la zona de seguretat ampliada. Es va planejar l'expansió de la rasa junt amb torres de vigilància.
L'11 de setembre de 2015, l'exèrcit egipci va començar a bombar aigua del mar Mediterrani als túnels. Segons el president egipci, Abdel Fatah al-Sisi, la inundació dels túnels s'havia dut a terme en coordinació amb l'Autoritat Palestina. Diverses faccions palestines condemnaren la inundació de la frontera amb aigua de mar, perquè plantejaven una greu amenaça per al medi ambient i les aigües subterrànies. Al novembre de 2015, de fet, grans àrees de sòl es va esfondrar a conseqüència de les inundacions, amenaçant habitatges de Rafah a Gaza, a prop de la Porta de Saladí. L'aigua salada surava a la terra, contaminant el sòl i quedant inservible per a l'agricultura. "L'aigua de mar provoca més danys als aqüífers naturals, ja minvats pels israelians, que excaven pous de milers de metres més profunds que els nostres".
Segons Human Rights Watch entre juliol de 2013 i agost de 2015 les autoritats egípcies demoliren almenys 3.255 edificis residencials, comercials, administratius i de la comunitat al llarg de la frontera, desallotjant forçosament milers de persones.

## Pas fronterer de Rafah

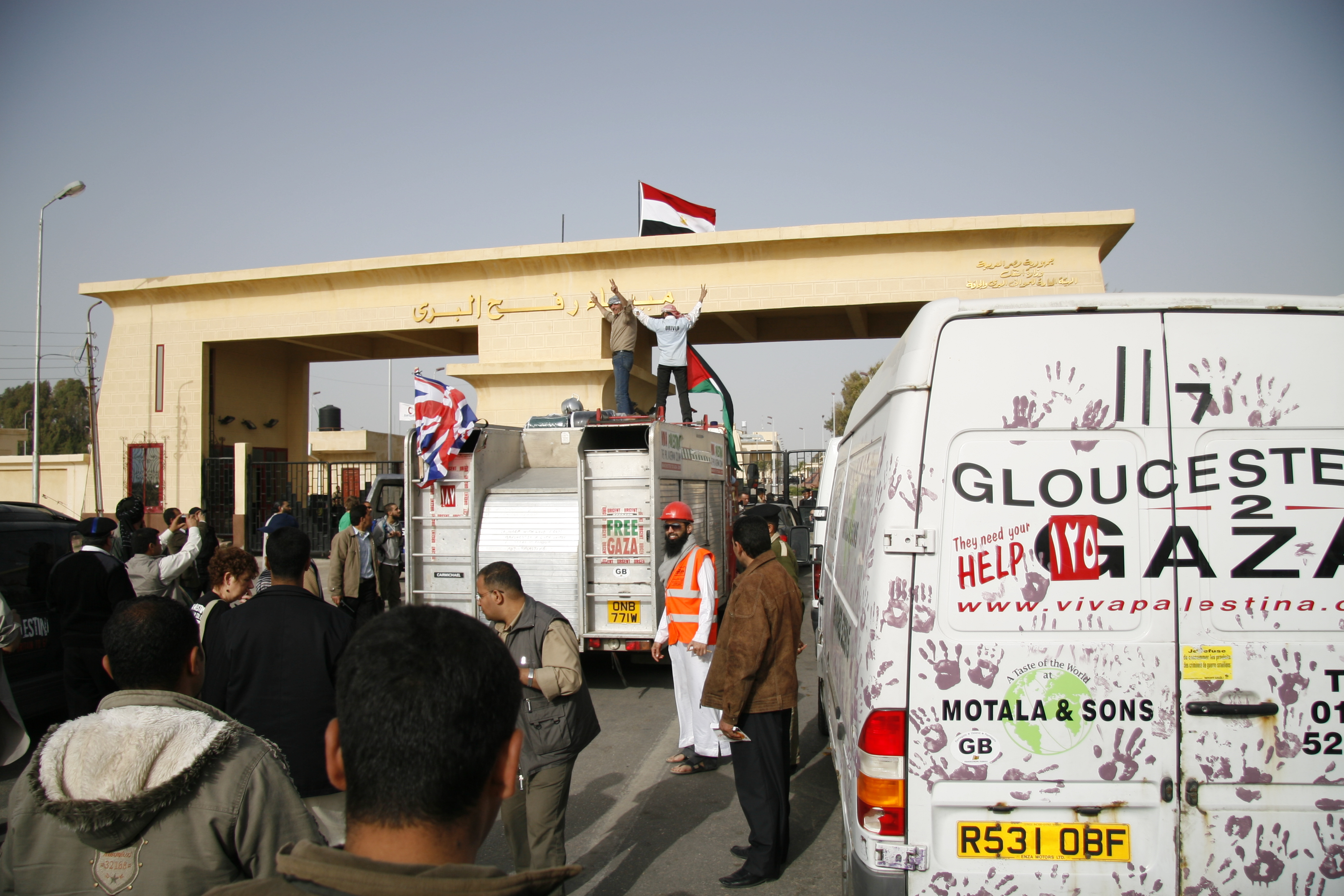
Porta de Salah al-Din a Rafah

El pas fronterer de Rafah és l'únic punt d'encreuament entre Egipte i Gaza i entre Egipte i l'Estat de Palestina. Es troba a la frontera internacional que va ser reconeguda pel tractat de pau entre Israel i Egipte 1979 i va confirmar durant el 1982 la retirada israeliana del Sinaí. Només es permet el pas de persones a través del pas fronterer de Rafah. Tot el trànsit de mercaderies es desvia al pas fronterer de Kerem Shalom.
El pas va ser gestionat per l'Autoritat d'Aeroports d'Israel fins que Israel va evacuar Gaza l'11 de setembre de 2005 com a part del pla de retirada unilateral israeliana. Posteriorment es va convertir en tasca de la Missió Assistència Fronterera de la Unió Europea a Rafah (EUBAM) per vigilar el pas.